# Роби (роман)
„Роби“ е недовършен исторически роман и на българския писател Антон Страшимиров, посветен на националноосвободителните борби на българите в Македония. Романът, посветен на героичното, романтичното, приключенското и сензационното в освободителното движение, е едно от най-добрите творения на Страшимиров и е сред постиженията в българската литература в този вид жанр.
Първата част на романа излиза в 1929 година, втората – в 1930, а третата е недовършена, като от нея са запазени само 54 страници. Главният герой Асен Дъмбев е основан на образа на революционера Кръстьо Асенов. В основата на повествованието са преплетените исторически събития и любовният роман между Асен Дъмбев и измислената Ема Меворах, дъщеря на солунски еврейски банкер. Първата част на романа е посветена на аферата „Мис Стоун“ от 1901 година, а втората - на Солунските атентати от април 1903 година. При трактовката на историческите събития личи принадлежността на Антон Страшимиров към лявото крило във Вътрешната македоно-одринска революционна организация. Романът се отличава с интригуваща фабула, разкрива различните обществени слоеве и съчетава успешно художествената измислица с вярно пресъздаване на важни исторически моменти.